# فرودگاه نیروی هوایی سلطنتی استرالیا در پایگاه داروین
فرودگاه نیروی هوایی سلطنتی استرالیا در پایگاه داروین (به انگلیسی: RAAF Base Darwin) یک فرودگاه نظامی و همگانی با کد یاتا DRW است که یک باند فرود آسفالت دارد و طول باند آن ۳۳۵۴ متر است. این فرودگاه در کشور استرالیا قرار دارد و در ارتفاع ۳۱ متری از سطح دریا واقع شده است.